# Tann (Bajorország)
Tann település Németországban, azon belül Bajorországban. Lakosainak száma 4049 fő (2023. december 31.). Tann Zeilarn, Wurmannsquick, Hebertsfelden, Postmünster, Triftern, Wittibreut és Reut községekkel határos.

## Népesség
A település népessége az elmúlt években az alábbi módon változott:
| Lakosok száma | 1213 | 1257 | 1921 | 3146 | 3289 | 3911 | 3924 | 3961 | 3994 | 4049 |
|               | 1871 | 1900 | 1950 | 1970 | 1987 | 2013 | 2015 | 2017 | 2021 | 2023 |